# 16 maja
16 maja jest 136. (w latach przestępnych 137.) dniem w kalendarzu gregoriańskim. Do końca roku pozostaje 229 dni.

## Święta
- Imieniny obchodzą: Adam, Adamina, Andromacha, Andrzej, Brendan, Fidol, Germeriusz, Honorat, Jan Nepomucen, Jędrzej, Peregryn, Rambert, Szymon, Trzebiemysł, Ubald, Wiktorian, Wiktoriana i Wiktorianna.
- Malezja – Dzień Nauczyciela
- Polska – Święto Straży Granicznej
- Światowy Dzień Siania Dyni w Miejscach Publicznych
- Wspomnienia i święta w Kościele katolickim[1][2] obchodzą:
  - św. Andrzej Bobola (prezbiter i męczennik), patron Polski
  - św. Brendan Żeglarz (opat i podróżnik)
  - św. Posydiusz z Kalamy (ojciec Kościoła)
  - św. Szymon Stock (generał karmelitów, znany w związku z nabożeństwem szkaplerza)
  - św. Ubald z Gubbio (biskup)

## Wydarzenia w Polsce
- 1575 – Król Polski Henryk III Walezy został uznany za zbiegłego.
- 1636 – W Bielsku Podlaskim unici zniszczyli cerkwie prawosławne.
- 1648 – Powstanie Chmielnickiego: wojska polskie poniosły klęskę w bitwie nad Żółtymi Wodami.
- 1650 – Ogłoszono ordynację menniczą, ustanawiającą na nowo stosunki na rynku pieniężnym.
- 1657 – Ks. Andrzej Bobola został w okrutny sposób zamęczony na śmierć przez Kozaków w Janowie Poleskim.
- 1771 – Król Stanisław August Poniatowski zawarł układ na mocy którego dowódca wojsk rosyjskich w Polsce gen. Iwan Weymarn i Franciszek Ksawery Branicki na czele królewskich pułków nadwornych i części gwardii mieli wspólnie toczyć walki z konfederatami barskimi. Pieniądze na ten cel król otrzymał od ambasadora rosyjskiego Kaspra von Salderna.
- 1794 – Insurekcja kościuszkowska: król Prus Fryderyk Wilhelm II ogłosił przystąpienie do walki z powstaniem.
- 1903 – Ukazało się pierwsze wydanie krakowskiego dziennika „Nowiny”.
- 1915 – I wojna światowa: rozpoczęła się bitwa pod Konarami.
- 1920 – Przeprowadzono wybory do Zgromadzenia Konstytucyjnego przyszłego Wolnego Miasta Gdańska.
- 1921 – Założono klub piłkarski Goplania Inowrocław.
- 1925 – Podniesiono polską banderę na pierwszym w II Rzeczypospolitej jachcie Carmen.
- 1929 – W Poznaniu otwarto Powszechną Wystawę Krajową.
- 1940 – W Krakowie odbyła się kluczowa dla Akcji AB konferencja w sprawie „nadzwyczajnych posunięć koniecznych dla zabezpieczenia spokoju i porządku w Generalnym Gubernatorstwie”.
- 1943 – Oddziały niemieckie zburzyły warszawską Wielką Synagogę. Z tym wydarzeniem wiąże się upadek powstania w getcie warszawskim.
- 1944 – W bitwie pod Sucharami batalion 77. Pułku Piechoty Armii Krajowej rozbił oddział niemiecko-ukraiński.
- 1954 – Ukazało się pierwsze wydanie śląskiego tygodnika „Panorama”.
- 1958 – W okolicach Nowego Miasta nad Pilicą i Rawy Mazowieckiej trąby powietrzne wyrządziły poważne zniszczenia na obszarze kilkunastu km².
- 1975 – Premiera 1. odcinka serialu telewizyjnego Czterdziestolatek w reżyserii Jerzego Gruzy.
- 1983 – Premiera filmu sensacyjnego Wielki Szu w reżyserii Sylwestra Chęcińskiego.
- 1991 – Wraz z rozformowaniem Wojsk Ochrony Pogranicza rozpoczęła funkcjonowanie Straż Graniczna.
- 2005 – W Warszawie rozpoczął się szczyt Rady Europy.
- 2009 – Na antenie TVP1 wyemitowano ostatni odcinek programu rozrywkowego Śmiechu warte.
- 2010 – Początek powodzi w południowej części kraju.

## Wydarzenia na świecie
- 218 – III Legion „Gallica” obwołał cesarzem rzymskim Heliogabala, domniemanego syna Karakalli.
- 1204 – Hrabia Flandrii Baldwin I został koronowany na władcę Cesarstwa Łacińskiego.
- 1532 – Thomas More zrzekł się funkcji kanclerza Anglii.
- 1605 – Kardynał Camillo Borghese został wybrany na papieża i przybrał imię Paweł V.
- 1654 – VI wojna wenecko-turecka: zwycięstwo floty tureckiej w bitwie w Cieśninie Dardanelskiej.
- 1702 – Pożar miasta Uppsala w Szwecji.
- 1771 – Decydujące zwycięstwo wojsk rządowych nad rebeliantami z Karoliny Północnej w bitwie nad Great Alamance Creek.
- 1792 – Otwarto Teatro La Fenice w Wenecji.
- 1795 – W Hadze zawarto układ pokojowy między rewolucyjną Francją a marionetkową Republiką Batawską.
- 1803 – Francja zerwała układ pokojowy z Wielką Brytanią.
- 1811:
  - U wybrzeży Karoliny Północnej doszło do tzw. incydentu z Little Belt, który stał się jednym z powodów wybuchu wojny brytyjsko-amerykańskiej w roku następnym.
  - Wojna na Półwyspie Iberyjskim: nierozstrzygnięta bitwa pod Albuerą.
- 1814 – Wojna o niepodległość Argentyny: zwycięstwo floty argentyńskiej nad hiszpańską w bitwie koło Montevideo.
- 1829 – W Teatro Ducale w Parmie odbyła się premiera opery Zaira Vincenzo Belliniego.
- 1833 – Antonio López de Santa Anna został prezydentem Meksyku.
- 1836 – Amerykański poeta i nowelista Edgar Allan Poe poślubił swą 13-letnią kuzynkę Virginię.
- 1842 – Pierwszy zorganizowany konwój wozów ze 100 osadnikami wyruszył szlakiem oregońskim na Dziki Zachód.
- 1846 – W Portugalii wybuchło powstanie przeciwko królowej Marii II.
- 1850 – Zwodowano francuski okręt liniowy „Napoléon”.
- 1863 – Wojna secesyjna: zwycięstwo wojsk Unii w bitwie pod Champion Hill.
- 1864 – Wojna secesyjna: zwycięstwo wojsk Unii w bitwie pod Mansurą.
- 1865 – W hiszpańskim wojsku zniesiono wymóg „czystości krwi”.
- 1866:
  - Amerykanin Charles Elmer Hires opracował recepturę piwa korzennego.
  - Brytyjski astronom Norman Robert Pogson odkrył planetoidę (87) Sylvia.
- 1868:
  - Senat Stanów Zjednoczonych większością jednego głosu odrzucił wniosek o zastosowanie impeachmentu wobec prezydenta Andrew Johnsona, oskarżonego o nadużycie władzy.
  - Wmurowano kamień węgielny pod budowę Teatru Narodowego w Pradze.
- 1871 – W czasie Komuny Paryskiej obalono Kolumnę Vendôme.
- 1877 – We Francji doszło do pierwszego i największego kryzysu politycznego w historii III Republiki.
- 1884 – Robert Themptander został premierem Szwecji.
- 1888 – Amerykański wynalazca i przemysłowiec pochodzenia niemiecko-żydowskiego Emil Berliner zaprezentował skonstruowany przez siebie gramofon.
- 1897 – Wszedł do służby hiszpański krążownik pancerny „Cristóbal Colon”.
- 1898 – José Jorge Loayza został po raz trzeci premierem Peru.
- 1900 – Zwodowano brytyjski krążownik pancerny HMS „Aboukir”.
- 1901 – W Montevideo Urugwaj przegrał z Argentyną 2:3, w pierwszym w historii obu reprezentacji oficjalnym meczu międzypaństwowym.
- 1912 – Wojna włosko-turecka: zwycięstwo wojsk włoskich w bitwie o Rodos.
- 1913 – Otwarto lotnisko w Bremie.
- 1916 – Została zawarta tajna brytyjsko-francuska umowa Sykes-Picot, dotycząca podziału stref wpływów na Bliskim Wschodzie po zakończeniu I wojny światowej.
- 1919:
  - Rada Ministrów Armenii podjęła decyzję o utworzeniu Państwowego Uniwersytetu w Erywaniu.
  - Samolot US Navy typu Curtiss NC-4 pilotowany przez Alberta Cushinga Reada wystartował z Nowej Fundlandii w pierwszy lot transatlantycki przez Azory do Lizbony.
- 1920:
  - Joanna d’Arc została kanonizowana przez papieża Benedykta XV.
  - Szwajcarzy opowiedzieli się w referendum za wstąpieniem kraju do Ligi Narodów.
- 1921 – Założono Komunistyczną Partię Czechosłowacji (KPCz).
- 1926 – W rosyjskim Woroneżu uruchomiono komunikację tramwajową.
- 1929:
  - Po raz pierwszy wręczono nagrody amerykańskiej Akademii Filmowej, nazwane później Oscarami.
  - W Atlantic City zakończyło się czterodniowe spotkanie głównych amerykańskich bossów mafijnych.
- 1930 – Gen. Rafael Leónidas Trujillo wygrał fasadowe wybory prezydenckie na Dominikanie, w których po aresztowaniu lub zastraszeniu rywali pozostał jedynym kandydatem.
- 1932 – U wybrzeży Jemenu zatonął francuski statek pasażerski „Georges Philippar”, w wyniku czego zginęły 54 spośród 865 osób na pokładzie.
- 1935 – W Pradze zawarto czechosłowacko-radziecki pakt o wzajemnej pomocy.
- 1939 – Wielka czystka w ZSRR: pisarz Isaak Babel został aresztowany pod zarzutami o trockizm, terroryzm i szpiegostwo.
- 1940 – Kampania francuska: w czasie bitwy pod Stonne francuski czołg ciężki Char B1-bis, dowodzony przez kapitana Pierre’a Billotte'a, zaatakował frontalnie grupę czołgów niemieckich i zniszczył 13 z nich (PzKpfw III i PzKpfw IV), sam zaś, pomimo otrzymania 140 trafień, wycofał się z walki niezniszczony.
- 1941:
  - Bitwa o Atlantyk: u północnego wybrzeża Szkocji samoloty Luftwaffe zbombardowały brytyjski statek pasażerski SS „Archangel”, zabijając 52 z 475 osób na pokładzie.
  - W Mongolii ustanowiono Order Suche Batora.
- 1942 – Ólafur Thors został premierem Islandii.
- 1943 – Front zachodni: brytyjski 617. Dywizjon Bombowy dokonał w nocy z 16 na 17 maja bombardowań zapór w Zagłębiu Ruhry, powodując katastrofalne zniszczenia w dolinie rzeki Ruhry.
- 1945:
  - Pod Kalniszkami została stoczona jedna z największych bitew litewskiego podziemia antysowieckiego.
  - Wojna na Pacyfiku: brytyjska 26. Flotylla Niszczycieli zatopiła w cieśninie Malakka japoński ciężki krążownik „Haguro”, w wyniku czego zginęło około 900 członków załogi.
- 1947 – Założono mołdawski klub piłkarski Zimbru Kiszyniów (pod nazwą Dinamo).
- 1948 – I wojna izraelsko-arabska: rozpoczęła się bitwa o Stare Miasto Jerozolimy.
- 1949:
  - Na japońskiej wyspie Hokkaido założono Park Narodowy Shikotsu-Tōya.
  - Po prawie 4 latach wznowiła działalność Tokijska Giełda Papierów Wartościowych.
- 1954 – W łagrze koło Kengiru (obecnego Żezkazganu) w Kazachstanie wybuchło powstanie więźniów.
- 1959 – Gold Coast w australijskim stanie Queensland uzyskało prawa miejskie.
- 1960:
  - Drugiego dnia odbywającego się w Paryżu (ponad dwa tygodnie po zestrzeleniu nad ZSRR samolotu szpiegowskiego U-2)  szczytu czterech mocarstw, radziecki przywódca Nikita Chruszczow wygłosił antyamerykańską tyradę po czym zerwał obrady i odwołał planowaną wizytę prezydenta Dwighta Eisenhowera w Moskwie.
  - Uruchomiono pierwszy laser rubinowy skonstruowany przez amerykańskiego fizyka Theodore’a Maimana.
- 1961:
  - Gen. Park Chung-hee dokonał zamachu stanu w Korei Południowej.
  - Podczas pierwszego dnia swej oficjalnej wizyty w Kanadzie, w trakcie ceremonii sadzenia drzewek z premierem Johnem Diefenbakerem w Ottawie, prezydentowi USA Johnowi F. Kennedy'emu odnowiła się bolesna kontuzja kręgosłupa.
- 1963 – Wykonano wyrok śmierci na pułkowniku radzieckiego wywiadu wojskowego GRU oraz agencie brytyjskim i amerykańskim Olegu Pieńkowskim.
- 1965:
  - Szef mającej siedzibę w Berlinie Zachodnim Polskiej Misji Wojskowej w Niemczech płk Władysław Tykociński zdezerterował i wystąpił o przyznanie azylu politycznego w USA.
  - Wojna wietnamska: w bazie lotniczej Bien Hoa koło Sajgonu eksplodował przygotowujący się do startu bombowiec odrzutowy Martin B-57 Canberra, co doprowadziło do serii wtórych eksplozji, które zniszczyły lub uszkodziły kilkadziesiąt innych samolotów, zabiły 28 członków personelu Sił Powietrznych USA oraz 6 Wietnamczyków i zraniły ponad 100 osób.
- 1966:
  - Ukazał się album Pet Sounds amerykańskiej grupy The Beach Boys.
  - W Chinach rozpoczęła się tzw. rewolucja kulturalna.
- 1967:
  - Makhosini Dlamini został pierwszym premierem Suazi.
  - Władze Egiptu zażądały wycofania sił pokojowych UNEF z Półwyspu Synaj.
- 1968:
  - 4 osoby zginęły, a 17 zostało rannych w wyniku wybuchu gazu w jednym z mieszkań i zawalenia całego narożnika 22-piętrowego wieżowca Ronan Point w dzielnicy Newham we wschodnim Londynie.
  - Od 47 do 52 osób zginęło, a od 281 do 330 zostało rannych w trzęsieniu ziemi o magnitudzie 8,3 z epicentrum między japońskimi wyspami Honsiu i Hokkaido.
- 1970 – Podczas meczu Major League Baseball Los Angeles Dodgers–San Francisco Giants na Dodger Stadium Los Angeles 14-letni kibic Alan Fish został trafiony piłką w głowę i wskutek odniesionych obrażeń zmarł 4 dni później w szpitalu. Był to pierwszy w historii ligi śmiertelny wypadek widza.
- 1974:
  - Helmut Schmidt został kanclerzem RFN.
  - W Mediolanie został aresztowany Luciano Leggio, jeden z głównych bossów mafii sycylijskiej.
- 1975:
  - Dotychczas formalnie niezależne królestwo Sikkim zostało, zgodnie z wynikiem referendum, przyłączone do Indii jako jej 22. stan.
  - Japonka Junko Tabei, jako pierwsza kobieta, zdobyła Mount Everest.
- 1979 – Rozpoczęła nadawanie pekińska lokalna stacja telewizyjna BTV.
- 1980 – Premiera amerykańskiego musicalu filmowego Sława w reżyserii Alana Parkera.
- 1988:
  - Algieria i Maroko wznowiły stosunki dyplomatyczne, zerwane w 1975 roku z powodu sporu o przyszłość Sahary Zachodniej.
  - Papież Jan Paweł II kanonizował w Asunción trzech męczenników z Paragwaju.
- 1989:
  - 5 osób zginęło w katastrofie śmigłowca podczas kręcenia amerykańskiego filmu sensacyjnego Oddział Delta 2 na Filipinach.
  - W zamachu bombowym w Bejrucie zginęły 22 osoby, w tym przywódca duchowy libańskich sunnitów Hassan Khaled.
- 1991:
  - Elżbieta II, jako pierwszy w historii brytyjski monarcha, wygłosiła przemówienie w Kongresie USA.
  - W Moskwie podpisano układ radziecko-chiński regulujący spory terytorialne w okolicy rzeki Amur.
  - W referendum narodowym przyjęta została konstytucja Jemenu.
- 1993 – Süleyman Demirel został prezydentem Turcji.
- 1995:
  - Szef kancelarii prezydenckiej Iwan Ciciankou, po ogłoszeniu wyników referendum dotyczącego m.in. zmiany symboli państwowych, osobiście zniszczył biało-czerwono-białą flagę państwową Republiki Białorusi zdjętą z dachu Domu Rządowego Republiki Białorusi.
  - Został aresztowany Shōkō Asahara, założyciel i duchowy przywódca sekty Aum Shinrikyō (Najwyższa Prawda), odpowiedzialnej m.in. za dokonanie ataku gazowego w tokijskim metrze w dniu 20 marca tego roku.
- 1996 – Atal Bihari Vajpayee został premierem Indii.
- 1997 – Został obalony prezydent Zairu Mobutu Sese Seko. Nowym prezydentem został Laurent-Désiré Kabila, który przywrócił krajowi nazwę Demokratyczna Republika Konga.
- 2000:
  - Ahmet Necdet Sezer został prezydentem Turcji.
  - Premiera chińskiego filmu kostiumowego Przyczajony tygrys, ukryty smok w reżyserii Anga Lee.
- 2002 – Premiera amerykańskiego filmu science fiction Gwiezdne wojny: część II – Atak klonów w reżyserii George’a Lucasa.
- 2003:
  - 43 osoby zginęły (w tym 12 terrorystów), a około 100 zostało rannych w 5 zamachach samobójczych w Casablance w Maroku.
  - Słowacy opowiedzieli się w referendum za przystąpieniem kraju do UE.
- 2004:
  - Papież Jan Paweł II ogłosił sześcioro nowych świętych.
  - W Czadzie doszło do nieudanej próby wojskowego zamachu stanu.
- 2005 – Parlament Kuwejtu przyjął ustawę dzięki której kobiety w tym kraju uzyskały pełne prawa wyborcze.
- 2007 – Nicolas Sarkozy został zaprzysiężony na urząd prezydenta Francji.
- 2008 – Leonel Fernández wygrał po raz trzeci wybory prezydenckie na Dominikanie.
- 2009:
  - W Kuwejcie odbyły się wybory parlamentarne, w których po raz pierwszy zdobyły mandaty 4 kobiety.
  - W Moskwie odbył się 54. Konkurs Piosenki Eurowizji.
- 2010 – Początek powodzi w Europie środkowej.
- 2011 – Rozpoczęła się ostatnia misja kosmiczna wahadłowca Endeavour.
- 2012:
  - Laurent Lamothe został premierem Haiti.
  - We Francji powstał rząd Jean-Marca Ayraulta.
- 2015 – David Granger został prezydentem Gujany.
- 2019 – Xavier Espot Zamora został premierem Andory.
- 2022:
  - Élisabeth Borne została premierem Francji.
  - Inwazja Rosji na Ukrainę: rozpoczęła się ewakuacja żołnierzy broniących ostatniego ukraińskiego bastionu w Mariupolu – Azowstalu.

## Eksploracja kosmosu
- 1963 – Zakończyła się załogowa misja kosmiczna Mercury-Atlas 9.
- 1969 – Radziecka sonda Wenera 5 wylądowała na Wenus, tracąc 19 km nad powierzchnią kontakt z Ziemią.
- 1996 – Z kosmodromu w Gujanie Francuskiej została wystrzelona rakieta z pierwszym izraelskim satelitą telekomunikacyjnym Amos 1.

## Urodzili się
- 1418 – Jan II, król Cypru (zm. 1458)
- 1455 – Wolfgang, książę Oettingen (zm. 1522)
- 1472 – Juan Pardo de Tavera, hiszpański duchowny katolicki, arcybiskup Toledo, wielki inkwizytor Hiszpanii, kardynał  (zm. 1545)
- 1540 – Paschalis Baylón, hiszpański franciszkanin, święty (zm. 1592)
- 1609 – Ferdynand Habsburg, hiszpański duchowny katolicki, arcybiskup Toledo, kardynał, namiestnik Niderlandów Południowych (zm. 1641)
- 1626 – Francesco Bonvisi, włoski kardynał, nuncjusz apostolski (zm. 1700)
- 1627:
  - Rudolf August, książę Brunszwiku-Wolfenbüttel (zm. 1704)
  - Willem van Aelst, holenderski malarz (zm. 1683)
- 1641 – Dudley North, angielski ekonomista, polityk (zm. 1691)
- 1680 – Krzysztof Jan Szembek, polski duchowny katolicki, biskup chełmski, przemyski i warmiński, sekretarz wielki koronny, kanonik krakowski (zm. 1740)
- 1710 – William Talbot, brytyjski arystokrata, polityk (zm. 1782)
- 1718 – Maria Gaetana Agnesi, włoska lingwistka, matematyk, filozof (zm. 1799)
- 1736 – Teresa Felicja Burbon, francuska księżniczka (zm. 1744)
- 1755 – Jan Nepomucen Kossakowski, polski duchowny katolicki, biskup inflancko-piltyński, wileński i inflancki, członek Komisji Edukacji Narodowej (zm. 1808)
- 1763 – LouisLouis Nicolas Vauquelin, francuski chemik (zm. 1829)
- 1771 – Louis Henri Loison, francuski generał (zm. 1816)
- 1780 – Friedrich Wilhelm Berner, niemiecki kompozytor, organista (zm. 1827)
- 1782 – John Sell Cotman, brytyjski malarz, grawer, ilustrator (zm. 1842)
- 1788 – Friedrich Rückert, niemiecki poeta, tłumacz (zm. 1866)
- 1790 – Juan Lindo, salwadorski i honduraski polityk, prezydent Salwadoru i Hondurasu (zm. 1857)
- 1801 – William H. Seward, amerykański prawnik, polityk, senator (zm. 1872)
- 1805 – Alexander Burnes, brytyjski podróżnik, odkrywca (zm. 1841)
- 1814 – Jan Nepomucen Sadowski, polski archeolog, etnograf, slawista, dziennikarz (zm. 1897)
- 1818 – Willem Cornelis Janse van Rensburg, transwalski polityk, prezydent Transwalu (zm. 1865)
- 1819 – Johann Voldemar Jannsen, estoński poeta, dziennikarz, wydawca (zm. 1890)
- 1821 – Pafnutij Czebyszow, rosyjski matematyk (zm. 1894)
- 1824 – Levi Morton, amerykański polityk, wiceprezydent USA (zm. 1920)
- 1825:
  - Maria Angela Truszkowska, polska zakonnica, założycielka zgromadzenia sióstr felicjanek, błogosławiona (zm. 1899)
  - Friedrich Uhl, austriacki pisarz, dziennikarz (zm. 1906)
- 1830:
  - Henry Fowler, brytyjski arystokrata, polityk (zm. 1911)
  - Kazimierz Mirecki, polski malarz (zm. 1911)
- 1831 – David Hughes, amerykański wynalazca (zm. 1900)
- 1834 – Maria Teresa de Soubiran, francuska zakonnica, błogosławiona (zm. 1889)
- 1841 – Ludwik Meyer, łódzki fabrykant (zm. 1911)
- 1843 – Robert Wynn Carrington, brytyjski arystokrata, polityk (zm. 1928)
- 1846 – Ottomar Anschütz, niemiecki fotograf, wynalazca (zm. 1907)
- 1849 – Victor Bruce, brytyjski arystokrata, polityk, administrator kolonialny (zm. 1917)
- 1850 – Jan Mikulicz-Radecki, polsko-niemiecki chirurg, wykładowca akademicki (zm. 1905)
- 1854 – Moses Allen Starr, amerykański neurolog (zm. 1932)
- 1858 – Joachim Hempel, polski inżynier górniczy, polityk, senator RP (zag. 1944)
- 1859 – Jan Gadomski, polski pisarz, publicysta, wydawca (zm. 1906)
- 1860 – Herman Webster Mudgett, amerykański seryjny morderca (zm. 1896)
- 1862 – Helena Janina Pajzderska, polska pisarka, poetka, tłumaczka (zm. 1927)
- 1863:
  - Aureli Drogoszewski, polski krytyk i historyk literatury (zm. 1943)
  - Antoni Stamirowski, polski polityk, prezydent Łodzi (zm. 1938)
- 1864:
  - Natan Birnbaum, austriacki dziennikarz, filozof, działacz syjonistyczny pochodzenia żydowskiego (zm. 1937)
  - Honorata Leszczyńska, polska aktorka (zm. 1937)
- 1865 – Karol Rajmund Eisert, polski przedsiębiorca (zm. 1938)
- 1867 – Gabriela Balicka-Iwanowska, polska botanik, polityk, poseł na Sejm RP (zm. 1962)
- 1869 – Mykoła Hankewycz, ukraiński związkowiec, polityk (zm. 1931)
- 1870 – Karel Kašpar, czeski duchowny katolicki, biskup kralowohradecki, arcybiskup praski i prymas Czech, kardynał (zm. 1941)
- 1872:
  - Stanisław Koszutski, polski adwokat, historyk przemysłu, polityk (zm. 1930)
  - Bernhard Pankok, niemiecki malarz, grafik, architekt (zm. 1943)
- 1873:
  - Max Kloss, niemiecki inżynier mechanik, wykładowca akademicki (zm. 1961)
  - Ber Percowicz, naczelny rabin Polski (zm. 1961)
- 1874:
  - Władysław Owsiński, polski artysta ludowy (zm. 1960)
  - Antoni Żychliński, polski prawnik, polityk, minister sprawiedliwości (zm. 1929)
- 1876:
  - Mykoła Konrad, ukraiński duchowny greckokatolicki, męczennik, błogosławiony (zm. 1941)
  - Dionizy (Waledyński), rosyjski biskup prawosławny, metropolita warszawski i całej Polski, zwierzchnik Polskiego Autokefalicznego Kościoła Prawosławnego (zm. 1960)
- 1877:
  - Janina Giżycka, polska pielęgniarka, działaczka społeczna i oświatowa (zm. 1937)
  - Bernard Spilsbury, brytyjski patolog, patomorfolog, pionier medycyny sądowej (zm. 1947)
  - Raymond de Waha, luksemburski polityk (zm. 1942)
- 1881:
  - Breckinridge Long, amerykański dyplomata (zm. 1958)
  - Antoni Szczerkowski, polski związkowiec, polityk, poseł na Sejm Ustawodawczy i na Sejm RP (zm. 1960)
- 1882 – Elin Wägner, szwedzka pisarka, dziennikarka, działaczka feministyczna (zm. 1949)
- 1883:
  - Celâl Bayar, turecki polityk, premier i prezydent Turcji (zm. 1986)
  - Antoine Laplasse, francuski pilot wojskowy, as myśliwski (zm. 1918)
  - Nikołaj Sołłohub, radziecki komandarm (zm. 1937)
- 1884:
  - Ferdinand von Bredow, niemiecki generał, szef Abwehry (zm. 1934)
  - Piotr Rytel, polski kompozytor (zm. 1970)
- 1887:
  - Jakob van Hoddis, niemiecki pisarz pochodzenia żydowskiego (zm. 1942)
  - Igor Siewierianin, rosyjski poeta (zm. 1941)
- 1888 – Royal Raymond Rife, amerykański wynalazca (zm. 1971)
- 1889 – Johan Faye, norweski żeglarz sportowy (zm. 1974)
- 1890:
  - Jan Choiński-Dzieduszycki, polski ziemianin, działacz społeczny, polityk, poseł na Sejm RP (zm. 1971)
  - Zofia Suchcitzowa, polska zoolog, histolog, cytolog, wykładowczyni akademicka (zm. 1974)
  - Pawieł Zdrodowski, rosyjski mikrobiolog, immunolog, wykładowca akademicki (zm. 1976)
- 1891:
  - Richard Tauber, austriacki śpiewak operowy (tenor), aktor (zm. 1948)
  - Adolf Ritter von Tutschek, niemiecki pilot wojskowy, as myśliwski (zm. 1918)
  - Józef Włodek, polski samorządowiec, prezydent Grudziądza (zm. 1944)
- 1892:
  - Richard Byrd, amerykański wszechstronny lekkoatleta (zm. 1958)
  - Dietrich von Saucken, niemiecki generał wojsk pancernych (zm. 1980)
- 1893 – Iwan Wyszniegradski, rosyjski kompozytor, teoretyk muzyki (zm. 1979)
- 1894:
  - Zygmunt Chmielewski, polski aktor (zm. 1978)
  - Eigil Christiansen, norweski żeglarz sportowy (zm. 1943)
  - Jan Czechowski, polski polityk, kierownik resortu sprawiedliwości PKWN (zm. 1972)
  - Maurycy Stanisław Potocki, polski hrabia, ziemianin, porucznik ułanów rezerwy (zm. 1949)
- 1895 – Lawrence Nuesslein, amerykański strzelec sportowy (zm. 1971)
- 1896 – Marcel-Marie Dubois, francuski duchowny katolicki, biskup Rodez i arcybiskup metropolita Besançon (zm. 1967)
- 1897:
  - Leon Panczakiewicz, polski oficer (zm. 1940)
  - Roberts Plūme, łotewski kolarz szosowy, biegacz narciarski (zm. 1956)
- 1898:
  - Jean Fautrier, francuski malarz, rzeźbiarz (zm. 1964)
  - Louis Hudson, kanadyjski hokeista (zm. 1975)
  - Tamara Łempicka, polska malarka pochodzenia żydowskiego (zm. 1980)
  - Desanka Maksimović, serbska poetka, pisarka (zm. 1993)
  - Kenji Mizoguchi, japoński reżyser i scenarzysta filmowy (zm. 1956)
- 1899:
  - Jan Bryk, polski prehistoryk, archeolog, samorządowiec (zm. 1940)
  - Takeichi Harada, japoński tenisista (zm. 1978)
  - Wiktor Oranski, radziecki kompozytor muzyki filmowej (zm. 1953)
- 1901:
  - Lars Berg, norweski prozaik, dramaturg (zm. 1969)
  - Nikołaj Ignatow, radziecki polityk (zm. 1966)
  - Hermanis Saltups, łotewski piłkarz, psychiatra (zm. 1968)
  - Sven Utterström, szwedzki biegacz narciarski (zm. 1979)
- 1902:
  - Guy Bouriat, francuski kierowca wyścigowy (zm. 1933)
  - Jan Kiepura, polski śpiewak operowy (tenor), aktor (zm. 1966)
- 1903:
  - Norman Barrett, brytyjski torakochirurg pochodzenia australijskiego (zm. 1979)
  - Ugo La Malfa, włoski działacz antyfaszystowski, polityk (zm. 1979)
- 1904:
  - Virgilia Peterson-Sapieha, amerykańska pisarka, dziennikarka (zm. 1966)
  - Hugh Plaxton, kanadyjski hokeista (zm. 1982)
- 1905:
  - Ken Doherty, amerykański lekkoatleta, wieloboista (zm. 1996)
  - Henry Fonda, amerykański aktor (zm. 1982)
- 1906 – Jan Stoberski, polski pisarz (zm. 1997)
- 1907:
  - Jan Blaton, polski fizyk (zm. 1948)
  - Lauri Koskela, fiński zapaśnik (zm. 1944)
  - Antonín Puč, czeski piłkarz (zm. 1988)
  - Bob Tisdall, irlandzki lekkoatleta, płotkarz (zm. 2004)
- 1908:
  - Harrie Massey, australijski fizyk matematyczny (zm. 1983)
  - Ryszard Nieszporek, polski polityk, poseł na Sejm PRL, minister górnictwa i energetyki (zm. 1985)
- 1909:
  - Yehiel De-Nur, żydowski pisarz (zm. 2001)
  - Aldona Romanowicz, polska malarka, konserwator sztuki (zm. 2009)
  - Margaret Sullavan, amerykańska aktorka (zm. 1960)
- 1910:
  - Olga Bergholc, rosyjska poetka pochodzenia niemieckiego (zm. 1975)
  - Jan Kazimierczak, polski pedagog, działacz związkowy i społeczno-oświatowy, polityk (zm. 2011)
- 1911:
  - Tadeusz Brzoza, polski architekt, taternik (zm. 1985)
  - Tadeusz Etter, polski duchowny katolicki, biskup pomocniczy poznański (zm. 1984)
  - Giovanni Varglien, włoski piłkarz, trener (zm. 1990)
- 1912:
  - Piotr Abrasimow, radziecki dyplomata, polityk (zm. 2009)
  - Alfred Aston, francuski piłkarz, trener (zm. 2003)
  - Stanisław Śreniowski, polski historyk (zm. 1957)
  - Studs Terkel, amerykański aktor, pisarz, historyk, dziennikarz (zm. 2008)
- 1913:
  - Gheorghe Apostol, rumuński polityk, działacz komunistyczny, sekretarz generalny Rumuńskiej Partii Robotniczej (zm. 2010)
  - Zdeněk Pluhař, czeski pisarz (zm. 1991)
- 1914
  - Helena Filipionek, polska pedagog, łączniczka AK (zm. 2009)
  - Edward Hall, amerykański etnolog (zm. 2009)
- 1915 – Ludwik Maciej, polski chorąży pilot (zm. 2007)
- 1916:
  - Efraim Kacir, izraelski polityk, prezydent Izraela (zm. 2009)
  - Zygmunt Jan Skrobański, polski architekt (zm. 1968)
- 1917:
  - Heinz Arendt, niemiecki pływak (zm. 2006)
  - George Gaynes, amerykański aktor (zm. 2016)
  - Juan Rulfo, meksykański pisarz, fotograf (zm. 1986)
- 1918:
  - Zdeněk Bonaventura Bouše, czeski franciszkanin, teolog, liturgista, tłumacz (zm. 2002)
  - Wilf Mannion, angielski piłkarz (zm. 2000)
- 1919:
  - Zbigniew Kurtycz, polski piosenkarz, gitarzysta, kompozytor (zm. 2015)
  - Liberace, amerykański artysta estradowy pochodzenia polsko-włoskiego (zm. 1987)
  - Richard Mason, brytyjski pisarz (zm. 1997)
- 1920:
  - Martine Carol, francuska aktorka (zm. 1967)
  - Arnie Johnson, amerykański koszykarz (zm. 2000)
  - Leopold Tyrmand, polski pisarz, publicysta, popularyzator jazzu pochodzenia żydowskiego, antykomunista (zm. 1985)
- 1921:
  - Harry Carey Jr., amerykański aktor (zm. 2012)
  - Iwan Kałymon, ukraiński zbrodniarz wojenny (zm. 2014)
  - Winnie Markus, niemiecka aktorka (zm. 2002)
- 1922:
  - Jonas Avyžius, litewski pisarz (zm. 1999)
  - Jan Górecki, polski generał brygady MO, szef BOR (zm. 2011)
  - Adam Kwiatkowski, polski aktor (zm. 2005)
  - Michel Poniatowski, francuski polityk pochodzenia polskiego (zm. 2002)
  - Ernest Toovey, australijski krykiecista, baseballista (zm. 2012)
  - Ryszard Zyga, polski porucznik, żołnierz AK, cichociemny, działacz kombatancki
- 1923:
  - Dmitrij Jakuszkin, radziecki generał major KGB (zm. 1994)
  - Marco Antonio Mandruzzato, włoski szpadzista (zm. 1969)
  - Merton Miller, amerykański ekonomista, wykładowca akademicki, laureat Nagrody Banku Szwecji im. Alfreda Nobla w dziedzinie ekonomii (zm. 2000)
- 1924:
  - Dawda Kairaba Jawara, gambijski weterynarz, polityk, premier i prezydent Gambii (zm. 2019)
  - Tadeusz Kubiak, polski poeta, satyryk (zm. 1979)
  - Ryszard Mielnik, polski inżynier, przewodnik turystyczny (zm. 2000)
  - William Smith, amerykański pływak (zm. 2013)
- 1925:
  - Enzio d’Antonio, włoski duchowny katolicki, arcybiskup Lanciano-Ortony (zm. 2019)
  - Hannes Hegen, niemiecki ilustrator, karykaturzysta (zm. 2014)
  - Ilona Novák, węgierska pływaczka (zm. 2019)
  - Nílton Santos, brazylijski piłkarz (zm. 2013)
  - Bobbejaan Schoepen, belgijski piosenkarz, kompozytor (zm. 2010)
- 1926:
  - Jan Janikowski, polski kompozytor (zm. 1990)
  - Ryszard Karski, polski polityk, minister handlu zagranicznego, dyplomata (zm. 2019)
  - Alina Szapocznikow, polska rzeźbiarka, graficzka (zm. 1973)
- 1927:
  - Czesław Limont, polski działacz komunistyczny, dyplomata (zm. 2008)
  - Stanisław Michalik, polski aktor (zm. 2010)
  - Boris Tokariew, rosyjski lekkoatleta, sprinter (zm. 2002)
- 1928:
  - Ludvík Armbruster, czeski duchowny katolicki, jezuita, filozof, wykładowa akademicki (zm. 2021)
  - Jan Graczyk, polski malarz, rzeźbiarz (zm. 2005)
  - Hiroshi Nakajima, japoński neurolog, dyrektor generalny WHO (zm. 2013)
  - Zlata Tkacz, mołdawska kompozytorka, pedagog (zm. 2006)
- 1929:
  - John Conyers, amerykański polityk (zm. 2019)
  - Kunwar Natwar Singh, indyjski polityk (zm. 2024)
  - Adrienne Rich, amerykańska poetka (zm. 2012)
  - József Tóth, węgierski piłkarz (zm. 2017)
- 1930:
  - Stanisław Brudny, polski aktor (zm. 2025)
  - Friedrich Gulda, austriacki pianista, kompozytor (zm. 2000)
  - Jerzy Szukała, polski polityk, poseł na Sejm PRL (zm. 2012)
  - Janina Traczykówna, polska aktorka (zm. 2022)
  - Krystyna Zachwatowicz, polska scenografka, aktorka
- 1931:
  - Blasco Francisco Collaço, indyjski duchowny katolicki, arcybiskup, nuncjusz apostolski
  - Alena Vrzáňová, czeska łyżwiarka figurowa (zm. 2015)
- 1932 – Antonio Rañola, filipiński duchowny katolicki, biskup pomocniczy Cebu
- 1933 – Krzysztof Łukasiewicz, polsko-francuski architekt, malarz (zm. 1999)
- 1934:
  - Josef Boey, belgijski szachista (zm. 2016)
  - Roy P. Kerr, nowozelandzki matematyk, wykładowca akademicki
- 1935:
  - Sebastiano Dho, włoski duchowny katolicki, biskup Alba Pompeia (zm. 2021)
  - Yvon Douis, francuski piłkarz (zm. 2021)
  - Frank Renkiewicz, amerykański historyk pochodzenia polskiego (zm. 1993)
- 1936:
  - Adriano Caprioli, włoski duchowny katolicki, biskup Reggio Emilii
  - Karl Lehmann, niemiecki duchowny katolicki, biskup Moguncji, kardynał (zm. 2018)
  - Manfred Stolpe, niemiecki prawnik, polityk, minister transportu, budownictwa i mieszkalnictwa, premier Brandenburgii (zm. 2019)
  - Konstanty Węgrzyn, polski antykwariusz, kolekcjoner sztuki (zm. 2023)
- 1937:
  - Gustaw Bujok, polski skoczek narciarski (zm. 2017)
  - Yvonne Craig, amerykańska aktorka, tancerka baletowa (zm. 2015)
  - Jan Drzeżdżon, kaszubski prozaik, poeta, krytyk, badacz, redaktor, wydawca (zm. 1992)
  - Antonio Rattín, argentyński piłkarz, trener, polityk
  - Anthony Saidy, amerykański lekarz, szachista
- 1938:
  - Luciano Federici, włoski piłkarz (zm. 2020)
  - Jerzy Kaczkowski, polski sztangista, trener (zm. 1988)
  - Ivan Sutherland, amerykański inżynier, informatyk
- 1939:
  - Paul Chamberland, kanadyjski poeta, eseista
  - Eugenio Dal Corso, włoski duchowny katolicki, biskup Saurimo i Bengueli, kardynał (zm. 2024)
  - Carmo João Rhoden, brazylijski duchowny katolicki, biskup Taubaté
  - Mariotto Segni, włoski polityk
- 1940:
  - Andrzej Baturo, polski fotograf, wydawca (zm. 2017)
  - Erwin Böhm, austriacki psychiatra, gerontolog, wykładowca akademicki
  - Hubert Bronk, polski inżynier, ekonomista, wykładowca akademicki
  - Ole Ernst, duński aktor (zm. 2013)
  - Jan Powierski, polski historyk, mediewista, wykładowca akademicki (zm. 1999)
  - Karin Tomala, polska sinolog, wykładowczyni akademicka (zm. 2014)
- 1941:
  - Denis Hart, australijski duchowny katolicki, arcybiskup Melbourne
  - Jan Mucha, polski żużlowiec (zm. 2014)
  - Ubaldo Santana, wenezuelski duchowny katolicki, arcybiskup Maracaibo
- 1942 – Isao Sasaki, japoński aktor głosowy, piosenkarz
- 1943:
  - Dan Coats, amerykański polityk, senator
  - Karl Golser, włoski duchowny katolicki, biskup Bolzano-Bressanone (zm. 2016)
  - Ove Kindvall, szwedzki piłkarz (zm. 2025)
- 1944:
  - Billy Cobham, amerykański perkusista jazzowy, kompozytor
  - Antal Nagy, węgierski piłkarz
  - Danny Trejo, amerykański aktor pochodzenia meksykańskiego
  - Maciej Zembaty, polski poeta, satyryk, piosenkarz, reżyser radiowy, scenarzysta filmowy, tłumacz (zm. 2011)
- 1945:
  - Nicky Chinn, brytyjski producent muzyczny, autor piosenek
  - Massimo Moratti, włoski potentat naftowy
  - Carlos Osoro, hiszpański duchowny katolicki, arcybiskup metropolita Madrytu
- 1946:
  - Anna Asp, szwedzka scenografka filmowa
  - Marian Erdman, polski polityk, samorządowiec, prezydent Gorzowa Wielkopolskiego
  - Robert Fripp, brytyjski muzyk, kompozytor, lider zespołu King Crimson
  - André Gazaille, kanadyjski duchowny katolicki, biskup Nicolet
  - Andrzej Piotrowski, polski generał brygady
- 1947:
  - Mieczysław Mietła, polski samorządowiec, polityk, senator RP
  - Bill Smitrovich, amerykański aktor pochodzenia polskiego
  - Yves Verwaerde, francuski polityk (zm. 2015)
- 1948:
  - Felicjan Andrzejczak, polski piosenkarz, wokalista zespołu Budka Suflera (zm. 2024)
  - Boniface Choi Ki-san, południowokoreański duchowny katolicki, biskup Inczon (zm. 2016)
  - Jesper Christensen, duński aktor
  - Michał Ratyński, polski reżyser teatralny
  - Domenico Sorrentino, włoski duchowny katolicki, arcybiskup ad personam, biskup Foligno
- 1949:
  - Paul Ackerley, nowozelandzki hokeista na trawie (zm. 2011)
  - Andrzej Baran, polski piłkarz (zm. 2017)
  - Bronisław Bebel, polski siatkarz
  - Gilles Bertould, francuski lekkoatleta, sprinter
  - Ferruccio Furlanetto, włoski śpiewak operowy (bas-baryton)
- 1950:
  - Johannes Georg Bednorz, niemiecki fizyk, laureat Nagrody Nobla
  - Ray Condo, kanadyjski gitarzysta i wokalista rockowy (zm. 2004)
  - Peter Risi, szwajcarski piłkarz (zm. 2010)
  - Anna Romantowska, polska aktorka
  - Janina Sagatowska, polska prawnik, polityk, senator RP
  - Krzysztof Wiecheć, polski menedżer, polityk, poseł na Sejm RP
- 1951:
  - Claudio Baglioni, włoski piosenkarz, kompozytor
  - Christian Lacroix, francuski projektant mody, producent perfum
  - Jonathan Richman, amerykański wokalista i gitarzysta rockowy
  - Emmanuel Todd, francuski demograf, politolog, socjolog, historyk
- 1952:
  - Antanas Valys, litewski polityk
  - Waldemar Szlendak, polski lekkoatleta, sprinter
- 1953:
  - Pierce Brosnan, irlandzki aktor, producent filmowy
  - Danutė Budreikaitė, litewska ekonomistka, polityk
  - Martin Pado, słowacki inżynier, polityk
  - Richard Page, amerykański wokalista, basista, członek zespołu Mr. Mister
  - Vítězslav Vávra, czeski perkusista, piosenkarz (zm. 2021)
- 1954:
  - Zdzisław Pidek, polski rzeźbiarz, pedagog (zm. 2006)
  - Joseph Polchinski, amerykański fizyk teoretyk pochodzenia polsko-irlandzkiego (zm. 2018)
  - Dafydd Williams, kanadyjski lekarz, astronauta
- 1955:
  - Olga Korbut, białoruska gimnastyczka
  - Jerzy Masłowski, polski historyk, polityk, senator RP
  - Debra Winger, amerykańska aktorka
- 1956:
  - Siergiej Andriejew, rosyjski piłkarz, trener pochodzenia ukraińskiego
  - Jonas Lionginas, litewski polityk
  - Alaksandr Marficki, białoruski pułkownik pilot (zm. 2009)
  - Adam Pomorski, polski socjolog, historyk idei, tłumacz
  - Ewa Skoczkowska, polska scenografka filmowa
- 1957:
  - Tomek Bartoszyński, polsko-amerykański matematyk
  - Joan Benoit, amerykańska lekkoatletka, maratonistka
  - Piotr Gadzinowski, polski dziennikarz, publicysta, polityk, poseł na Sejm RP
  - Antonio Maceda, hiszpański piłkarz, trener
  - Adriana-Doina Pană, rumuńska polityk
  - Jurij Szewczuk, rosyjski muzyk, poeta
- 1958:
  - Laurie Bartram, amerykańska aktorka (zm. 2007)
  - Alfonso Jessel, meksykański zapaśnik
  - Kenneth Nowakowski, kanadyjski duchowny greckokatolicki, eparcha Londynu
  - Walerij Pietrakow, rosyjski piłkarz, trener
  - Krzysztof Skarbek, polski malarz
- 1959:
  - Marta Dobosz, polska aktorka
  - Greg Johnston, nowozelandzki wioślarz
  - Luis Reyna, peruwiański piłkarz
  - Krzysztof Sikora, polski polityk, poseł na Sejm RP
  - Mare Winningham, amerykańska aktorka
- 1960:
  - Petre Becheru, rumuński sztangistka
  - Landon Deireragea, naurański polityk
  - Gabriele Lesser, niemiecka historyk, dziennikarka
- 1961:
  - Solveig Dommartin, niemiecka aktorka (zm. 2007)
  - Kevin McDonald, kanadyjski aktor, komik
  - Jakub Skiba, polski urzędnik państwowy
- 1962:
  - Dariusz Malejonek, polski muzyk, gitarzysta, wokalista, kompozytor, autor tekstów, producent muzyczny, członek zespołów: Kultura, Izrael, Moskwa, Armia, Houk, 2Tm2,3, Arka Noego i Maleo Reggae Rockers
  - Helga Radtke, niemiecka lekkoatletka, skoczkini w dal i trójskoczkini
  - Ondřej Vetchý, czeski aktor
  - Jerzy Walczak, polski aktor
- 1963:
  - Petras Auštrevičius, litewski ekonomista, dyplomata, polityk
  - Mercedes Echerer, austriacka aktorka, polityk
  - Rich Gaspari, amerykański kulturysta
  - Michel Ledent, belgijski autor komiksów
- 1964:
  - Krzysztof Cybulski, polski grafik, ilustrator, wykładowca akademicki (zm. 2012)
  - Peter Fieber, słowacki piłkarz, trener
  - Paweł Grodzicki, polski architekt, wykładowca akademicki
  - James Hill, brytyjski filozof, wykładowca akademicki
  - Andrzej Miązek, polski piłkarz, trener
  - Ihor Moisejew, ukraiński piłkarz, bramkarz
  - Clifton Msiya, malawijski piłkarz (zm. 2000)
  - John Salley, amerykański koszykarz
  - Piotr Stocki, polski kontradmirał, wykładowca akademicki
  - Boyd Tinsley, amerykański skrzypek
  - Luiz Carlos Tourinho, brazylijski aktor (zm. 2008)
- 1965:
  - Birgitta Bengtsson, szwedzka żeglarka sportowa
  - Jason, norweski autor komiksów
  - Krist Novoselic, amerykański muzyk rockowy, członek zespołów Nirvana i Flipper
  - Grzegorz Pacek, polski scenarzysta, reżyser filmów fabularnych i dokumentalnych
  - Vincent Regan, amerykański aktor
  - Grzegorz Ślak, polski przedsiębiorca
- 1966:
  - Andy Bernal, australijski piłkarz pochodzenia hiszpańskiego
  - Janet Jackson, amerykańska piosenkarka, kompozytorka, autorka tekstów, producentka muzyczna, aktorka
  - Scott Reeves, amerykański aktor
  - Zofia Wolan, polska lekkoatletka, chodziarka
- 1967:
  - Phillip Carter, brytyjski przedsiębiorca, działacz piłkarski (zm. 2007)
  - Carlos Castaño Gil, kolumbijski terrorysta (zm. 2004)
  - Gotthard Hinteregger, austriacki bokser
  - Peter Rasmussen, duński piłkarz
  - Manu Sareen, duński samorządowiec, polityk pochodzenia hinduskiego
  - Yuki Takita, japoński piłkarz, bramkarz
- 1968:
  - Andrzej Bednarek, polski samorządowiec, starosta policki
  - Lennie Kristensen, duński kolarz górski i szosowy
  - Leszek Kuzaj, polski kierowca rajdowy
  - Ľuboš Micheľ, słowacki sędzia piłkarski
- 1969:
  - Sergio Almaguer, meksykański piłkarz, trener
  - Yannick Bisson, kanadyjski aktor
  - David Boreanaz, amerykański aktor, reżyser i producent filmowy i telewizyjny
  - Marco Kurz, niemiecki piłkarz, trener
  - Steve Lewis, amerykański lekkoatleta, sprinter
  - Ari-Pekka Nikkola, fiński skoczek narciarski
- 1970:
  - Jarosław Frąckowiak, polski piłkarz ręczny
  - Alain Gaspoz, beniński piłkarz
  - Martin Gruber, niemiecki aktor
  - Richard Král, czeski hokeista
  - Jakub Malik, polski literaturoznawca (zm. 2017)
  - István Pisont, węgierski piłkarz
  - Gabriela Sabatini, argentyńska tenisistka
  - Andrzej Secemski, polski hokeista, trener
- 1971:
  - Constantin Barbu, rumuński piłkarz
  - Patrick Chisanga, zambijski duchowny katolicki, biskup Mansy
  - Stefan (Kawtaraszwili), rosyjski biskup prawosławny
  - Marcin Rozynek, polski piosenkarz
- 1972:
  - Szymon Bobrowski, polski aktor
  - Andrzej Duda, polski prawnik, polityk, prezydent RP
  - Khary Payton, amerykański aktor
  - Carl Stonehewer, brytyjski żużlowiec
  - Frank Strandli, norweski piłkarz
  - Dariusz Trafas, polski lekkoatleta, oszczepnik
  - Mylène Troszczynski, francuska działaczka samorządowa, polityk pochodzenia polskiego
- 1973:
  - Jason Acuña, amerykański aktor, osobowość telewizyjna
  - Oļegs Blagonadeždins, łotewski piłkarz
  - Michał Figurski, polski prezenter radiowo-telewizyjny
  - Agnieszka Filipiak-Florkiewicz, polska inżynier, profesor nauk rolniczych
  - Grzegorz Niciński, polski piłkarz, trener
  - Alessandra Pescosta, włoska snowboardzistka
  - Tori Spelling, amerykańska aktorka
- 1974:
  - Irina Korżanienko, rosyjska lekkoatletka, kulomiotka
  - Laura Pausini, włoska piosenkarka
  - Sonny Sandoval, amerykański raper
- 1975:
  - Khalid al-Mihdhar, saudyjski terrorysta (zm. 2001)
  - Milan Fukal, czeski piłkarz
  - Andrzej Izdebski, polski muzyk, producent muzyczny
  - Tony Kakko, fiński wokalista, członek zespołu Sonata Arctica
  - Sebastian Nowak, polski piłkarz
  - Anna Sprung, rosyjsko-austriacka biathlonistka
- 1976:
  - Arkadiusz Dzierżawa, polski basista, członek zespołu Łzy
  - Alessandro Farina, włoski siatkarz
  - Anna Gajewska, polska aktorka
  - Ana Paula Valadão, brazylijska piosenkarka
- 1977:
  - Ronny Ackermann, niemiecki narciarz, kombinator norweski
  - Melanie Lynskey, nowozelandzka aktorka
  - Emilíana Torrini, islandzka piosenkarka pochodzenia włoskiego
  - Milivoje Vitakić, serbski piłkarz
- 1978:
  - Scott Nicholls, brytyjski żużlowiec
  - Dina Rae, amerykańska piosenkarka
  - Lionel Scaloni, argentyński piłkarz, trener
  - Jim Sturgess, brytyjski aktor
  - Okan Yılmaz, turecki piłkarz
  - Olga Zajcewa, rosyjska biathlonistka
- 1979:
  - Angelika Bachmann, niemiecka tenisistka
  - Nikos Katsawakis, cypryjski piłkarz
  - Matthias Kessler, niemiecki kolarz szosowy
  - McKenzie Lee, brytyjska aktorka pornograficzna
  - Kevin Light, kanadyjski wioślarz
  - Cyril Marcelin, francuski szachista
  - Sergio Roitman, argentyński tenisista
- 1980:
  - Juan Arango, wenezuelski piłkarz
  - Simon Gerrans, australijski kolarz szosowy
  - Janiw Green, izraelski koszykarz
  - Nuria Llagostera Vives, hiszpańska tenisistka
  - Jens Spahn, niemiecki polityk
- 1981:
  - Ricardo Costa, portugalski piłkarz
  - Siergiej Nowicki, rosyjski łyżwiarz figurowy
  - Taavi Rähn, estoński piłkarz
  - Kaii Yoshida, japoński tenisista stołowy
- 1982:
  - Łukasz Kubot, polski tenisista
  - Hanna Mariën, belgijska lekkoatletka, sprinterka
  - Clément Turpin, francuski sędzia piłkarski
  - Heide Wollert, niemiecka judoczka
- 1983:
  - Nancy Ajram, libańska piosenkarka
  - Krzysztof Brejza, polski prawnik, polityk, poseł na Sejm, senator RP i eurodeputowany
  - Kevin Vandenbergh, belgijski piłkarz
- 1984:
  - Darío Cvitanich, argentyński piłkarz
  - Quincy Douby, amerykański koszykarz
  - Tomáš Fleischmann, czeski piłkarz
  - Srđan Mrvaljević, czarnogórski judoka
- 1985:
  - Florin Costea, rumuński piłkarz
  - Elias, brazylijski piłkarz
  - Stanisław Janewski, bułgarski aktor
  - Anja Mittag, niemiecka piłkarka
  - Corey Perry, kanadyjski hokeista
  - Kazuhito Tanaka, japoński gimnastyk
- 1986:
  - Daryna Apanaszczenko, ukraińska piłkarka
  - Paul Carroll, australijski siatkarz
  - Oskar Deecke, niemiecki hokeista na trawie
  - Karla Echenique, dominikańska siatkarka
  - Megan Fox, amerykańska aktorka, modelka
  - Antonio Gonzales, peruwiański piłkarz
  - Andy Keogh, irlandzki piłkarz
  - Ali Nasser, katarski piłkarz pochodzenia jemeńskiego
  - Drew Roy, amerykański aktor
- 1987:
  - Chinara Alizade, azersko-polska tancerka baletowa
  - Can Bonomo, turecki piosenkarz, inżynier dźwięku pochodzenia żydowskiego
  - Ołena Chomrowa, ukraińska szablistka
  - Jelena Czałowa, rosyjska tenisistka
  - Jordi Figueras Montel, hiszpański piłkarz
  - Susann König, niemiecka biathlonistka
  - Krzysztof Sokołowski, polski wokalista, kompozytor, autor tekstów, członek zespołów: Night Mistress, Exlibris i Nocny Kochanek
  - Wu Peng, chiński pływak
- 1988:
  - Martynas Gecevičius, litewski koszykarz
  - Rafiq Hüseynov, azerski zapaśnik
  - Nemanja Nešić, serbski wioślarz
  - Behati Prinsloo, namibijska modelka
  - Atusa Purkaszijan, irańska szachistka
  - Zhou Yang, chińska lekkoatletka, tyczkarka
- 1989:
  - Lévi Alves Cabral, brazylijski siatkarz
  - Randy Culpepper, amerykański koszykarz
  - Álvaro Domínguez, hiszpański piłkarz
  - Ilias Fifa, marokańsko-hiszpański lekkoatleta, długodystansowiec
  - Betül Cemre Yıldız, turecka szachistka
- 1990:
  - Thomas Brodie-Sangster, brytyjski aktor
  - Federica Di Sarra, włoska tenisistka
  - Ognjen Kuzmić, serbski koszykarz
  - Willie Reed, amerykański koszykarz
- 1991:
  - Grigor Dimitrow, bułgarski tenisista
  - Gueïda Fofana, francuski piłkarz
  - Michael McBroom, amerykański pływak
  - Matthias Plachta, niemiecki hokeista pochodzenia polskiego
  - Eglė Šikšniūtė, litewska koszykarka
  - Ashley Wagner, amerykańska łyżwiarka figurowa
  - Tristan Walker, kanadyjski saneczkarz
- 1992:
  - Kervens Belfort, haitański piłkarz
  - Jeff Skinner, kanadyjski hokeista
- 1993:
  - Johannes Thingnes Bø, norweski biathlonista
  - Ricardo Esgaio, portugalski piłkarz
  - Karol Mets, estoński piłkarz
  - Atticus Mitchell, kanadyjski aktor, piosenkarz
- 1994:
  - Kathinka von Deichmann, liechtensteińska tenisistka
  - Michaił Grigorienko, rosyjski hokeista
  - Bryan Rabello, chilijski piłkarz
- 1995:
  - Donte McGill, amerykański koszykarz
  - Nguyễn Tuấn Anh, wietnamski piłkarz
- 1996:
  - Louisa Chirico, amerykańska tenisistka
  - Amelia Maughan, brytyjska pływaczka
  - José Mauri, włoski piłkarz pochodzenia argentyńskiego
- 1997:
  - Terence Davis, amerykański koszykarz
  - Narek Oganian, rosyjski zapaśnik pochodzenia ormiańskiego
  - Bradley Ray, brytyjski motocyklista wyścigowy
  - Martin Remacle, belgijski piłkarz
  - Dawid Woch, polski siatkarz
  - Weronika Zielińska-Stubińska, polska sztangistka
- 1998:
  - Małgorzata Jabłońska, polska aktorka
  - Ariel Waller, kanadyjska aktorka
- 1999:
  - Francisco Contreras, meksykański piłkarz
  - Matyáš Jachnicki, czeski siatkarz
  - Alyer López, nikaraguański piłkarz, bramkarz
  - Jurij Rodionov, austriacki tenisista pochodzenia białoruskiego
  - Dominik Sokół, polski piłkarz
- 2000:
  - Omri Gandelman, izraelski piłkarz
  - Karim Mané, kanadyjski koszykarz pochodzenia senegalskiego
- 2001 – Katra Komar, słoweńska skoczkini narciarska
- 2002:
  - Agustín Alaniz, urugwajski piłkarz
  - Edoardo Bove, włoski piłkarz
  - Theo Evan, cypryjski piosenkarz, autor tekstów
  - Ryan Gravenberch, holenderski piłkarz
  - Olaf Kaprzyk, polski aktor
  - Kiliann Sildillia, francuski piłkarz pochodzenia gwadelupsko-malgaskiego
  - Kenneth Taylor, holenderski piłkarz
  - Mychajło Wysznywecki, ukraiński zapaśnik
- 2003:
  - Loïs Boisson, francuska tenisistka
  - Matteo Markus Bok, niemiecko-włoski piosenkarz
- 2004:
  - Maciej Czopor, polski szachista
  - Salvador Ramos, amerykański masowy morderca (zm. 2022)
- 2005 – Federico Bondioli, włoski tenisista

## Zmarli
- 1160 – Ubald z Gubbio, włoski duchowny katolicki, biskup, święty (ur. ok. 1083)
- 1182 – Jan Komnen Watatzes, bizantyński arystokrata, wojskowy, uzurpator (ur. ?)
- 1211 – Mieszko I Plątonogi, książę raciborski, opolski i krakowski (ur. ?)
- 1265 – Szymon Stock, angielski duchowny katolicki, karmelita, święty (ur. 1164)
- 1268 – Piotr II, hrabia Sabaudii (ur. 1203)
- 1361 – Pierre Desprès, francuski duchowny katolicki, arcybiskup metropolita Aix, kardynał (ur. 1280–82)
- 1368 – Maciej z Gołańczy, polski duchowny katolicki, biskup kujawski (ur. 1285)
- 1412:
  - Facino Cane, włoski kondotier (ur. 1360)
  - Giovanni Maria Visconti, książę Mediolanu (ur. 1388)
- 1417 – Eberhard III, hrabia Wirtembergii (ur. 1364)
- 1492 – Shōtō Bokusai, japoński mnich buddyjski, malarz (ur. 1412)
- 1507 – Ginevra Sforza, włoska arystokratka (ur. 1440)
- 1529 – Francesco Morone, włoski malarz (ur. 1471)
- 1543 – Maciej Przybyło, polski humanista, lekarz miejski (ur. przed 1490)
- 1548 – Ławrientij Komelski, rosyjski święty mnich prawosławny (ur. ?)
- 1561 – Jan Amor Tarnowski, polski pamiętnikarz, teoretyk wojskowości, kasztelan, wojewoda, hetman wielki koronny (ur. 1488)
- 1581 – Alessandro Sforza, włoski duchowny katolicki, biskup Parmy, kardynał (ur. 1534)
- 1613 – Jerzy Mniszech, polski szlachcic, polityk (ur. ok. 1548)
- 1620 – William Adams, angielski żeglarz (ur. 1564)
- 1657 – Andrzej Bobola, polski jezuita, kaznodzieja, misjonarz ludowy, męczennik, święty (ur. 1591)
- 1669 – Pietro da Cortona, włoski malarz, architekt (ur. 1596)
- 1685 – Karol II Wittelsbach, elektor Palatynatu Reńskiego (ur. 1651)
- 1693 – Philippe Couplet, flamandzki jezuita, misjonarz, uczony (ur. 1623)
- 1696 – Marianna Habsburg, królowa Hiszpanii (ur. 1634)
- 1703 – Charles Perrault, francuski baśniopisarz (ur. 1628)
- 1721 – Pedro Fernandez del Campo y Angulo, markiz Mejorada, hiszpański polityk (ur. 1656)
- 1739 – Antoni Kazimierz Sapieha, polski polityk (ur. 1689)
- 1768 – Szymon Marcin Zaremba, polski szlachcic, polityk (ur. 1724)
- 1778 – Robert Darcy, brytyjski arystokrata, polityk, dyplomata (ur. 1718)
- 1796 – Vittorio Maria Baldassare Gaetano Costa d’Arignano, włoski duchowny katolicki, arcybiskup Turynu, kardynał (ur. 1737)
- 1798 – Joseph Hilarius Eckhel, austriacki jezuita, numizmatyk (ur. 1737)
- 1799 – Zosimo Maria Brambat, włoski cysters, męczennik, błogosławiony (ur. ?)
- 1812 – Mikołaj Mickiewicz, polski adwokat, ojciec Adama (ur. 1765)
- 1826 – Elżbieta Aleksiejewna, caryca Rosji (ur. 1779)
- 1828 – William Congreve, brytyjski wynalazca (ur. 1772)
- 1830 – Joseph Fourier, francuski matematyk, fizyk (ur. 1768)
- 1832:
  - Casimir Perier, francuski polityk, premier Francji (ur. 1777)
  - Jan Antoni de Potoczki, polski duchowny katolicki pochodzenia ormiańskiego, biskup przemyski (ur. 1759)
- 1843 – Józef Kalasanty Szaniawski, polski filozof, historyk, prawnik, publicysta, polityk (ur. 1764)
- 1844 – Joseph Knauer, niemiecki duchowny katolicki, biskup wrocławski (ur. 1764)
- 1847:
  - Caspar Ett, niemiecki kompozytor, organista (ur. 1788)
  - John Ponsonby, brytyjski arystokrata, polityk (ur. 1781)
- 1856 – Karl Ernst Christoph Schneider, niemiecki filolog klasyczny, wykładowca akademicki (ur. 1786)
- 1879 – Andrés Cortés y Aguilar, hiszpański malarz (ur. 1812)
- 1880 – Karl August Krebs, niemiecki kompozytor, dyrygent (ur. 1804)
- 1890 – Helena Karolina Wittelsbach, księżna Thurn und Taxis (ur. 1834)
- 1891 – Ion Brătianu, rumuński pisarz, polityk, premier Rumunii (ur. 1821)
- 1894 – Germán Hernández Amores, hiszpański malarz (ur. 1823)
- 1897 – Camillo Siciliano di Rende, włoski duchowny katolicki, biskup Tricarico, arcybiskup metropolita Benewentu, kardynał, dyplomata (ur. 1847)
- 1900 – Mieczysław Dzikowski, polski prozaik, dramaturg, dziennikarz (ur. 1837)
- 1905 – Nikołaj Jung, rosyjski oficer marynarki wojennej pochodzenia niemieckiego (ur. 1855)
- 1907 – Eduard Sponnagel, niemiecki fortepianmistrz (ur. 1847)
- 1908 – Mamert Wikszemski, polski poeta, krytyk literacki, tłumacz (ur. 1872)
- 1910:
  - Feliks Bogaczyk, polski franciszkanin konwentualny, gwardian (ur. 1864)
  - Pere Borrell del Caso, hiszpański malarz (ur. 1835)
  - Henri Edmond Cross, francuski malarz (ur. 1856)
- 1911:
  - Józef Baczewski, polski przemysłowiec (ur. 1829)
  - Michał Mankielewicz, polski jubiler, przedsiębiorca, mecenas sztuki (ur. 1855)
  - Gheorghe Manu, rumuński generał, polityk, premier Rumunii (ur. 1833)
- 1912:
  - Juliusz Lohrer, polski lekarz (ur. 1832)
  - Henryk Struve, polski filozof, psycholog, tłumacz, estetyk, encyklopedysta, wykładowca akademicki (ur. 1840)
  - Jakub van Thiel, holenderski duchowny starokatolicki, biskup Haarlem (ur. 1843)
- 1913:
  - Adam Miodoński, polski filolog klasyczny, nauczyciel (ur. 1861)
  - Louis Perrier, szwajcarski architekt, polityk (ur. 1849)
- 1917 – Stanisław Weiss, polski architekt, budowniczy (ur. 1871)
- 1918 – Eusapia Palladino, włoska okultystka (ur. 1854)
- 1920:
  - Marija Boczkariowa, rosyjska porucznik (ur. 1889)
  - Levi Morton, amerykański polityk, wiceprezydent USA (ur. 1824)
- 1921 – Henri Vannérus, luksemburski prawnik, polityk (ur. 1833)
- 1922 – Julian Steinhaus, polski i belgijski przyrodnik, autor prac naukowych, tłumacz (ur. 1865)
- 1925 – Feliks Cyrus-Sobolewski, polski generał major armii austro-węgierskiej (ur. 1855)
- 1926:
  - Mehmed VI, ostatni sułtan Imperium Osmańskiego (ur. 1861)
  - Kazimir Swajak, białoruski duchowny katolicki (ur. 1890)
- 1928 – Edmund Gosse, brytyjski poeta (ur. 1849)
- 1930 – Maria Orska, polska aktorka pochodzenia żydowskiego (ur. 1896)
- 1933 – Karol Adamiecki, polski teoretyk zarządzania (ur. 1866)
- 1934 – Aristarch Biełopolski, rosyjski astronom, astrofizyk, wykładowca akademicki (ur. 1854)
- 1936 – Julius Schreck, niemiecki działacz nazistowski, kierowca i ochroniarz Adolfa Hitlera, założyciel i pierwszy dowódca SS (ur. 1898)
- 1938:
  - Imre Barcza, węgierski taternik (ur. 1881)
  - László Hartmann, węgierski kierowca wyścigowy (ur. 1901)
- 1939 – Wsewołod Hołubowycz, ukraiński polityk, premier Ukraińskiej Republiki Ludowej (ur. 1885)
- 1940 – Roman Kozubek, polski duchowny katolicki, werbista, Sługa Boży (ur. 1908)
- 1941 – Zygmunt Wenda, polski pułkownik, polityk, poseł na Sejm RP, wicemarszałek (ur. 1896)
- 1942:
  - Bronisław Malinowski, polski antropolog, podróżnik (ur. 1884)
  - Augustinas Voldemaras, litewski historyk, polityk, premier Litwy (ur. 1883)
  - Michał Woźniak, polski duchowny katolicki, męczennik, błogosławiony (ur. 1875)
- 1943:
  - James Ewing, amerykański patolog (ur. 1866)
  - Alfred Hoche, niemiecki neurolog, psychiatra (ur. 1865)
- 1944:
  - George Ade, amerykański dramaturg, humorysta (ur. 1866)
  - Dawid Fabrykant, polski przedsiębiorca pochodzenia żydowskiego (ur. 1871)
  - Iwan Gabrusewycz, ukraiński działacz nacjonalistyczny (ur. 1902)
- 1945:
  - Wacław Prochnau, polski inżynier, harcmistrz, komendant Mazowieckiej Chorągwi Harcerzy ZHP (ur. 1905)
  - Harry Sundberg, szwedzki piłkarz (ur. 1898)
- 1946:
  - Witalij Bajrak, ukraiński duchowny greckokatolicki, bazylianin, błogosławiony (ur. 1907)
  - Władysław Fabry, polski muzykolog, krytyk muzyczny, literat (ur. 1888)
  - Zygmunt Roguski, polski porucznik kawalerii, major NSZ (ur. 1886)
  - Bruno Tesch, niemiecki chemik, funkcjonariusz i zbrodniarz nazistowski (ur. 1890)
- 1947:
  - Eugeniusz Barwiński, polski historyk, pochodzenia, archiwista, bibliotekarz, wydawca źródeł pochodzenia ukraińskiego (ur. 1874)
  - Michael Curley, amerykański duchowny katolicki, arcybiskup metropolita Baltimore i Waszyngtonu pochodzenia irlandzkiego (ur. 1879)
  - Frederick Hopkins, brytyjski biochemik, wykładowca akademicki, laureat Nagrody Nobla (ur. 1861)
  - Samuel Vance, kanadyjski strzelec sportowy (ur. 1879)
- 1948:
  - Ralph Hepburn, amerykański kierowca i motocyklista wyścigowy (ur. 1896)
  - Józef Stępień, polski piłkarz (ur. 1912)
- 1949 – William Nicholson, brytyjski malarz, plakacista, ilustrator (ur. 1872)
- 1950:
  - Roger Battaglia, polski baron, prawnik, ekonomista pochodzenia włoskiego (ur. 1873)
  - Imre Lukinich, węgierski historyk, bibliotekarz (ur. 1880)
- 1951:
  - Dobroslav Chrobák, słowacki pisarz, krytyk literacki, publicysta (ur. 1907)
  - James Greenlees, szkocki rugbysta, sędzia sportowy, lekarz, pedagog (ur. 1878)
- 1952 – Ze’ew Ben-Cewi, izraelski rzeźbiarz (ur. 1904)
- 1953 – Django Reinhardt, francuski gitarzysta, kompozytor pochodzenia romskiego (ur. 1910)
- 1954:
  - Jan Bezard, polski pułkownik dyplomowany, topograf, wynalazca (ur. 1871)
  - Włodzimierz Ghika, rumuński duchowny katolicki, męczennik, błogosławiony (ur. 1873)
  - Clemens Krauss, austriacki dyrygent, kompozytor (ur. 1893)
- 1955:
  - James Agee, amerykański pisarz, dziennikarz, scenarzysta i krytyk filmowy (ur. 1909)
  - Manny Ayulo, amerykański kierowca wyścigowy (ur. 1921)
- 1956:
  - Timofiej Borszczew, radziecki funkcjonariusz organów bezpieczeństwa, generał porucznik, polityk (ur. 1901)
  - Choren Grigorian, radziecki funkcjonariusz organów bezpieczeństwa, generał major, polityk (ur. 1902)
  - Ruben Markarian, radziecki funkcjonariusz organów bezpieczeństwa, generał porucznik, polityk (ur. 1896)
  - Kazimierz Schiele, polski inżynier mechanik, taternik, alpinista, narciarz, działacz turystyczny (ur. 1890)
  - Christian Staib, norweski żeglarz sportowy (ur. 1892)
  - Władysław Stryjeński, polski major, psychiatra, prawnik, polityk, senator RP (ur. 1889)
- 1957 – Eliot Ness, amerykański agent federalny, polityk (ur. 1903)
- 1959:
  - Jaime García Cruz, hiszpański jeździec sportowy (ur. 1910)
  - Elisha Scott, północnoirlandzki piłkarz, bramkarz, trener (ur. 1893)
- 1960:
  - Igor Grabar, rosyjski malarz, historyk sztuki (ur. 1871)
  - Janusz Makarczyk, polski oficer artylerii, pisarz, dziennikarz, dyplomata (ur. 1901)
  - Kyryło Ośmak, ukraiński agronom, działacz nacjonalistyczny (ur. 1890)
- 1961:
  - Karl Linke, wschodnioniemiecki generał, szef wywiadu wojskowego (ur. 1900)
  - Konstanty Tołwiński, polski geolog, wykładowca akademicki (ur. 1877)
- 1962:
  - Nikołaj Gusiew, radziecki generał pułkownik (ur. 1897)
  - Tomasz Lulek, polski prawnik, wykładowca akademicki (ur. 1878)
- 1963 – Oleg Pieńkowski, radziecki pułkownik wywiadu wojskowego GRU, agent brytyjski i amerykański (ur. 1919)
- 1964:
  - Bob Flock, amerykański kierowca wyścigowy (ur. 1918)
  - Vincas Grigaliūnas-Glovackis, litewski generał (ur. 1885)
- 1965 – Knud Degn, duński żeglarz sportowy (ur. 1880)
- 1966:
  - Ariel Leon Kubowy, izraelski działacz syjonistyczny, dyplomata (ur. 1896)
  - Halina Miączyńska, polska malarka (ur. 1892)
  - Robert Pražák, czeski gimnastyk (ur. 1892)
  - Friedrich Schiedat, niemiecki prawnik, polityk nazistowski (ur. 1900)
- 1967:
  - Wasilij Łukszyn, radziecki generał major KGB (ur. 1912)
  - Mela Muter, polska malarka pochodzenia żydowskiego (ur. 1876)
- 1968:
  - Karol Kot, polski seryjny morderca (ur. 1946)
  - Jadwiga Zarugiewiczowa, polska Ormianka, symboliczna matka Nieznanego Żołnierza w Warszawie (ur. 1879)
- 1969 – John Steele, amerykański szeregowiec (ur. 1912)
- 1970 – Miloš Žák, czeski generał (ur. 1891)
- 1971 – Grzegorz Piotr XV Agadżanian, ormiański duchowny ormiańskokatolicki, patriarcha Kościoła katolickiego obrządku ormiańskiego, kardynał (ur. 1895)
- 1972:
  - Jan Tchórznicki, polski komandor podporucznik (ur. 1908)
  - Tadeusz Tomkiewicz, polski major piechoty, instruktor harcerski (ur. 1903)
- 1973:
  - Albert Paris Gütersloh, austriacki pisarz, malarz (ur. 1887)
  - Jacques Lipchitz, francuski rzeźbiarz pochodzenia żydowskiego (ur. 1891)
- 1974 – Paisjusz (Ankow), bułgarski biskup prawosławny (ur. 1888)
- 1975:
  - Władimir Staricki, rosyjski generał major, emigracyjny działacz kombatancki (ur. 1885)
  - Alexander Zaleski, amerykański duchowny katolicki, biskup Lansing pochodzenia polskiego (ur. 1906)
- 1977 – Modibo Keïta, malijski polityk, prezydent Mali (ur. 1915)
- 1978:
  - Goffredo Alessandrini, włoski reżyser i scenarzysta filmowy (ur. 1904)
  - Gerald William Lathbury, brytyjski generał, polityk, gubernator Gibraltaru (ur. 1906)
  - William Steinberg, niemiecko-amerykański dyrygent (ur. 1899)
- 1979 – Józef Mamoń, polski piłkarz (ur. 1922)
- 1980:
  - Kazimierz Chodkiewicz, polski pułkownik żandarmerii, filozof, ezoteryk, teozof (ur. 1892)
  - Marin Preda, rumuński pisarz (ur. 1922)
  - Reinhold Tüxen, niemiecki botanik, fitosocjolog (ur. 1899)
- 1982:
  - Hryhorij Czubaj, ukraiński poeta, tłumacz (ur. 1949)
  - Jerzy Krzysztoń, polski prozaik, dramaturg, reportażysta, tłumacz (ur. 1931)
  - Iwan Michajłow, bułgarski generał, polityk (ur. 1897)
  - Maria Puciatowa, polska historyk (ur. 1901)
- 1983:
  - Aleksander Hertz, polski socjolog (ur. 1895)
  - Edouard Zeckendorf, belgijski lekarz wojskowy, matematyk (ur. 1901)
- 1984:
  - Andy Kaufman, amerykański aktor, komik pochodzenia żydowskiego (ur. 1949)
  - Irwin Shaw, amerykański prozaik, dramaturg, scenarzysta filmowy (ur. 1913)
- 1988:
  - Kazimierz Kordas, polski pisarz (ur. 1925)
  - Anatolij Maslonkin, rosyjski piłkarz (ur. 1930)
- 1990:
  - Emir Buczacki, polski aktor (ur. 1935)
  - Sammy Davis Jr., amerykański piosenkarz, aktor (ur. 1925)
  - Jim Henson, amerykański plastyk, lalkarz (ur. 1936)
  - Anna Strumińska, polska malarka (ur. 1941)
- 1991 – Franciszek Skibiński, polski generał dywizji (ur. 1899)
- 1992:
  - Leon Jensz, polski żeglarz sportowy (ur. 1915)
  - Marisa Mell, austriacka aktorka (ur. 1939)
- 1993:
  - Nikołaj Błochin, rosyjski chirurg, onkolog (ur. 1912)
  - Maciej Wanat, polski perkusista, członek zespołów Bóm Wakacje w Rzymie i Apteka (ur. 1965)
- 1994:
  - Alain Cuny, francuski aktor (ur. 1908)
  - Zdeňka Honsová, czeska gimnastyczka sportowa (ur. 1927)
  - Paul Shulman, Izraelski admirał (ur. 1922)
  - Leszek Śmigielski, polski aktor, reżyser (ur. 1927)
  - Semih Türkdoğan, turecki lekkoatleta, sprinter (ur. 1912)
- 1995:
  - Lola Flores, hiszpańska tancerka flamenco, pieśniarka (ur. 1923)
  - Ragnhild Hatton, brytyjska historyk pochodzenia norweskiego (ur. 1913)
- 1996 – Danilo Alvim, brazylijski piłkarz, trener (ur. 1920)
- 1997:
  - Giuseppe De Santis, włoski reżyser, scenarzysta i krytyk filmowy (ur. 1917)
  - Bones McKinney, amerykański koszykarz (ur. 1919)
- 1998:
  - Claude Backvis, belgijski slawista, historyk literatury polskiej (ur. 1910)
  - Gerhard von Kamptz, niemiecki komandor (ur. 1902)
  - Idow Kohen, izraelski polityk (ur. 1909)
  - Bożidar Widoeski, macedoński językoznawca, slawista (ur. 1920)
- 1999 – Wilhelmina Iwanowska, polska astronom (ur. 1905)
- 2000:
  - Wiesław Kawecki, polski chemik, wykładowca akademicki (ur. 1918)
  - Barbara Narębska-Dębska, polska malarka (ur. 1921)
  - Andrzej Szczypiorski, polski pisarz, scenarzysta, polityk, senator RP (ur. 1928)
  - Iwan Wasilenko, radziecki major (ur. 1918)
- 2001:
  - Halina Adamska-Dyniewska, polska lekarka, internistka, kardiolog, farmakolog, wykładowczyni akademicka (ur. 1930)
  - Prince Ital Joe, amerykański wokalista reggae i eurodance pochodzenia dominickiego (ur. 1963)
  - Witold Stachurski, polski bokser, trener (ur. 1947)
- 2002:
  - Janusz Gerlecki, polski bokser (ur. 1950)
  - Salcia Landmann, szwajcarska filozof, dziennikarka, pisarka pochodzenia żydowskiego (ur. 1911)
- 2003:
  - Mark McCormack, amerykański prawnik, przedsiębiorca, menedżer sportowy (ur. 1930)
  - Bogdan Śliwa, polski szachista (ur. 1922)
- 2004:
  - Henrique Frade, brazylijski piłkarz (ur. 1934)
  - Kamala Markandaya, indyjska pisarka, dziennikarka (ur. 1924)
  - Marika Rökk, węgierska aktorka, tancerka, śpiewaczka (ur. 1913)
- 2005:
  - Andrzej Wiktor Mikołajewski, polski poeta, prozaik, nowelista (ur. 1947)
  - Cornelio Wigwigan, filipiński duchowny katolicki, wikariusz apostolski Bontoc-Lagawe (ur. 1942)
- 2006 – Colin Turbayne, australijski i amerykański historyk filozofii, filozof, wykładowca akademicki (ur. 1916)
- 2007:
  - Mary Douglas, brytyjska antropolog, wykładowczyni akademicka (ur. 1921)
  - Mieczysław Doroszuk, polski trener siatkarski (ur. 1921)
  - Gohar Gasparian, ormiańska śpiewaczka operowa (sopran) (ur. 1924)
- 2008 – Andrzej Warchał, polski aktor, scenarzysta, reżyser filmów animowanych (ur. 1943)
- 2009:
  - Tomasz Brandyk, polski hydrolog (ur. 1951)
  - Mieczysław Jahoda, polski operator filmowy, pedagog (ur. 1924)
- 2010:
  - Ronnie James Dio, amerykański wokalista, członek zespołu Dio (ur. 1942)
  - Wacław Gapiński, polski duchowny katolicki (ur. 1932)
  - Oswaldo López Arellano, honduraski polityk, prezydent Hondurasu (ur. 1921)
  - Józef Niweliński, polski biolog, farmaceuta (ur. 1920)
  - Zofia Wilczyńska, polska aktorka (ur. 1915)
- 2011:
  - Douglas Blubaugh, amerykański zapaśnik (ur. 1934)
  - Michał Chęciński, polski oficer wywiadu (ur. 1924)
  - Serghei Covaliov, rumuński kajakarz, kanadyjkarz (ur. 1944)
  - Edward Hardwicke, brytyjski aktor (ur. 1932)
  - Olgierd Kossowski, polski neurolog, psychiatra, pisarz, karykaturzysta (ur. 1928)
  - Wiesław Malicki, polski dziennikarz, poeta (ur. 1935)
- 2012:
  - James Abdnor, amerykański polityk (ur. 1923)
  - Norbert Burger, niemiecki polityk, burmistrz Kolonii (ur. 1932)
- 2013:
  - Heinrich Rohrer, szwajcarski fizyk, laureat Nagrody Nobla (ur. 1933)
  - Paul Shane, brytyjski aktor (ur. 1940)
- 2014:
  - Anna Dębska, polska rzeźbiarka (ur. 1929)
  - Allan Folsom, amerykański pisarz (ur. 1941)
  - Marek Nowakowski, polski pisarz, publicysta, scenarzysta filmowy (ur. 1935)
- 2015:
  - Franciszek Bernaś, polski pisarz i publicysta historyczny (ur. 1929)
  - Hieronim Jakubczak, polski specjalista budowy i eksploatacji maszyn (ur. 1948)
  - Dean Potter, amerykański wspinacz, sportowiec ekstremalny (ur. 1972)
  - Renzo Zorzi, włoski kierowca wyścigowy (ur. 1946)
- 2016:
  - Giovanni Coppa, włoski kardynał, nuncjusz apostolski (ur. 1925)
  - Camille DesRosiers, kanadyjski duchowny katolicki posługujący w Tuvalu, superior Funafuti (ur. 1928)
  - Tomasz Solarewicz, polski scenarzysta filmowy (ur. 1966)
  - Jim McMillian, amerykański koszykarz (ur. 1948)
- 2017:
  - Walter Kollmann, austriacki piłkarz (ur. 1932)
  - Outi Ojala, fińska pielęgniarka, polityk, eurodeputowana (ur. 1946)
  - Emil Stehle, niemiecki duchowny katolicki, biskup pomocniczy Quito, biskup Santo Domingo de los Colorados (ur. 1926)
- 2018:
  - Joseph Campanella, amerykański aktor, lektor (ur. 1924)
  - Eloísa Mafalda, brazylijska aktorka (ur. 1924)
- 2019:
  - Bob Hawke, australijski działacz związkowy, polityk, premier Australii (ur. 1929)
  - Emmanuel Mapunda, tanzański duchowny katolicki, biskup Mbinga (ur. 1935)
  - Ieoh Ming Pei, chiński architekt (ur. 1917)
- 2020:
  - Pilar Pellicer, meksykańska aktorka (ur. 1938)
  - Lynn Shelton, amerykańska aktorka, reżyserka, scenarzystka, montażystka i producentka filmowa (ur. 1965)
- 2021:
  - Rildo da Costa Menezes, brazylijski piłkarz, trener (ur. 1942)
  - Bruno Covas, brazylijski prawnik, ekonomista, polityk, burmistrz São Paulo (ur. 1980)
  - Bernard Jancewicz, polski fizyk teoretyczny, działacz społeczny (ur. 1943)
  - Stanisław Andrzej Łukowski, polski poeta, prozaik (ur. 1940)
  - Jerzy Wilk, polski przedsiębiorca, samorządowiec, prezydent Elbląga, poseł na Sejm RP (ur. 1955)
- 2022:
  - Josef Abrhám, czeski aktor (ur. 1939)
  - Hilarion (Kapral), rosyjski duchowny prawosławny, metropolita wschodnioamerykański i nowojorski (ur. 1948)
- 2023:
  - Dorothy Knowles, kanadyjska malarka (ur. 1927)
  - Per Røntved, duński piłkarz (ur. 1949)
  - Lester Sterling, jamajski saksofonista, trębacz, kompozytor, członek zespołu The Skatalites (ur. 1936)
- 2024:
  - Siergiej Andrijaka, rosyjski malarz, pedagog (ur. 1958)
  - Dabney Coleman, amerykański aktor (ur. 1932)
  - Andrzej Grzela, polski chirurg, muzyk, wokalista, członek zespołu Ryczące Dwudziestki (ur. 1965)
  - Jadwiga Kowalska, polska polityk, poseł na Sejm PRL (ur. 1943)
  - Janusz Rosiak, polski chemik, wykładowca akademicki (ur. 1946)
- 2025:
  - Małgorzata Bogucka, polska lekkoatletka, sprinterka (ur. 1954)
  - Emmanuel Kundé, kameruński piłkarz (ur. 1956)
  - Tadeusz Kuziora, polski generał brygady pilot (ur. 1949)
  - Peter Lax, węgierski matematyk, laureat Nagrody Wolfa i Abela (ur. 1926)
  - Wiesław Pieja, polski duchowny katolicki, teolog, nauczyciel akademicki (ur. 1964)
  - Jadwiga Rappé, polska śpiewaczka operowa (alt) (ur. 1952)
  - Gerard Soeteman, holenderski reżyser i scenarzysta filmowy (ur. 1936)
  - Jan Terlouw, holenderski fizyk, pisarz, polityk, wicepremier, minister gospodarki (ur. 1931)